# Kultury fajumskie
Kultury fajumskie – neolityczne kultury archeologiczne w północnej części Egiptu udokumentowane na obszarze oazy Fajum.
W czasie neolitu jezioro Karun będące centrum oazy było znacznie większe niż obecnie, a na jego ówczesnych brzegach rozwijały się kultury ludzkie. Starsza z nich, nazywana kulturą (fazą) fajumską B, reprezentowana jest wyłącznie przez odłupki i dość słabo obrobione narzędzia kamienne, przede wszystkim żłobce.
Młodsza, kultura fajumska A, datowana na około 4300 p.n.e. udokumentowana jest bardzo licznymi, dobrze obrobionymi artefaktami krzemiennymi, w tym siekierkami i grotami strzał oraz ulepionymi z gliny nakładanej na plecionkę silosami przeznaczonymi do przechowywania ziarn zbóż i lnu. Oprócz tego w osadach tej kultury występują fragmenty kości zwierząt hodowlanych i prostych naczyń ceramicznych.